# Alfred von Fries-Skene
Alfred svobodný pán von Fries-Skene (německy Alfred Freiherr von Fries-Skene) (17. června 1870 Budva – 16. prosince 1947 Vídeň) byl rakouský šlechtic a rakousko-uherský státní úředník. Jako absolvent práv působil od mládí ve státní správě, zastával nižší posty na několika rakouských ministerstvech. V letech 1912–1915 zastával funkci zemského prezidenta v Korutansku a nakonec byl v letech 1915–1918 místodržitelem v Terstu. Po rozpadu monarchie v roce 1918 žil v soukromí. Sňatkem se spříznil s bohatou podnikatelskou rodinou Skene a v roce 1909 byl povýšen na barona se jménem Fries-Skene.

## Životopis

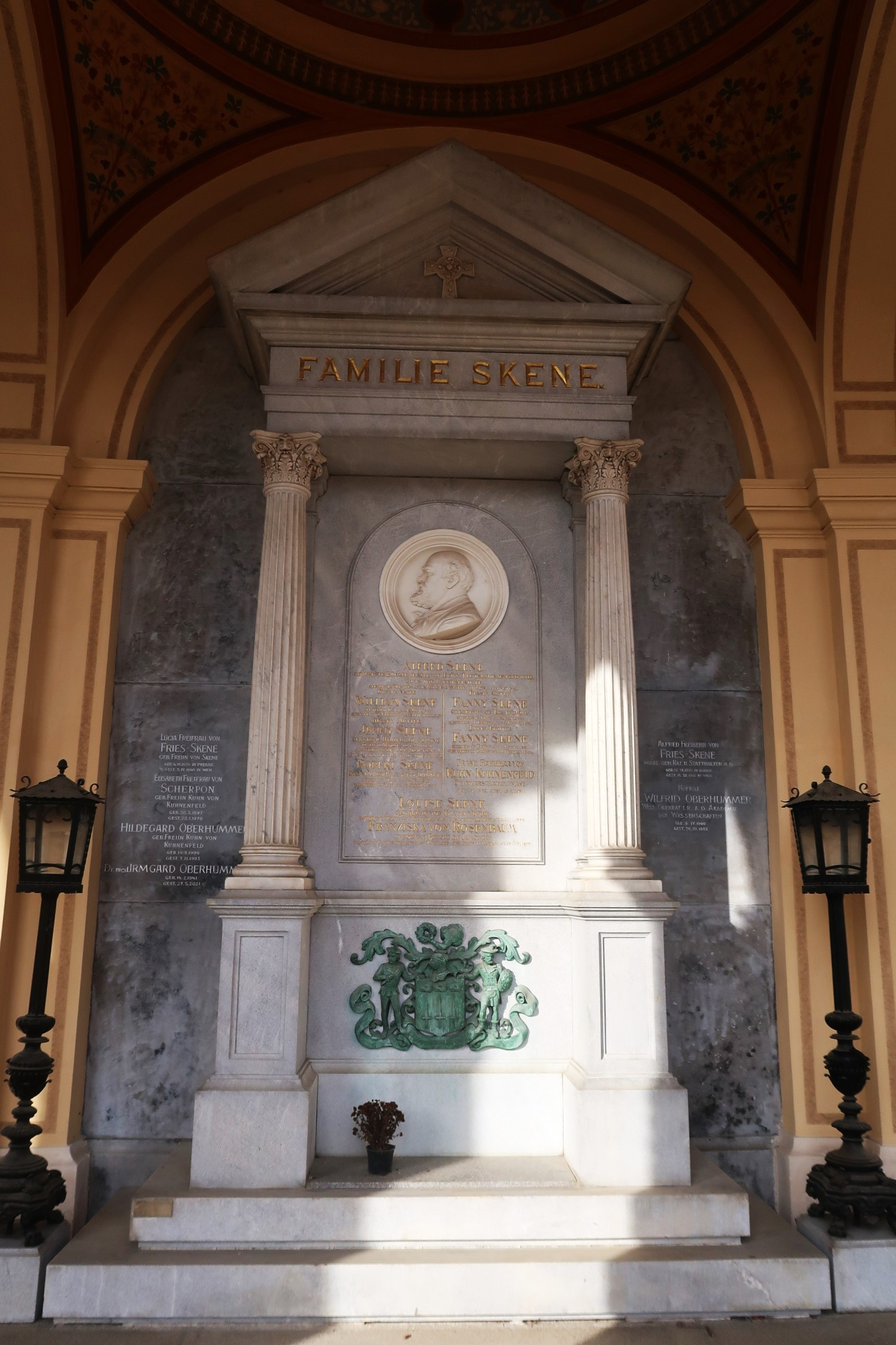
Hrobka rodu Skene na Centrálním hřbitově ve Vídni

Pocházel ze staré šlechtické rodiny z Korutanska, narodil se jako jediný c. k. generálmajora Otto Friese (1829–1917). Vystudoval práva na univerzitě ve Vídni a v roce 1892 vstoupil do státních služeb. Začínal jako konceptní praktikant u zemské vlády v Korutansku, později přešel k místodržitelství v Terstu. Mezitím absolvoval jednoroční dobrovolnou službu v armádě a v hodnosti poručíka horských myslivců byl přeložen do stavu záloh. Od roku 1894 působil na ministerstvu obchodu, poté na ministerstvu školství a od roku 1900 byl tajemníkem ministerské rady. Následovala pozice sekčního rady pro námořnictvo na ministerstvu obchodu, kde byl později sekčním šéfem. V roce 1909 v pozici sekčního šéfa přešel na ministerstvo vnitra.
V letech 1912–1915 zastával funkci prezidenta zemské vlády v Korutansku se sídlem v Klagenfurtu. Za první světové války byl jmenován místodržitelem v Terstu a Rakouském přímoří. Oblast Terstu se snažil uchránit od válečných útrap a osobně přispíval na zásobování města potravinami, z titulu funkce místodržitele byl zároveň prezidentem zemského finančního ředitelství. Terst opustil 31. října 1918 a vrátil se do Vídně, ve státní službě mu byla udělena dovolená, formálně byl penzionován až v roce 1922. Nějakou dobu se ještě snažil uplatnit v politice, ale po neúspěšném pokusu založit politickou stranu s členskou základnou z měšťanských vrstev na další veřejné aktivity rezignoval. Žil ve Vídni a podílel se na chodu průmyslových podniků spřízněné rodiny Skene.
Zemřel ve Vídni 16. prosince 1947 a byl pohřben v rodinné hrobce rodu Skene na prestižním místě v arkádách vídeňského Centrálního hřbitova.

## Rodina
Oženil se ve Vídni v roce 1899 s Lucy Skene (1878–1948) z bohaté brněnské podnikatelské rodiny, dcerou Alfreda Skene (1849–1917). Lucy se za první světové války angažovala v charitě, v Přímoří byla prezidentkou Červeného kříže a předsedkyní Sdružení pro válečné sirotky. Manželství zůstalo bezdětné, Lucy je pohřbena také v rodinné hrobce rodu Skene.
Švagr Alfred III. Skene (1874–1946) pokračoval v rodinných podnikatelských aktivitách na Moravě a v Rakousku, kromě toho vlastnil velkostatek Pavlovice a byl také poslancem moravského zemského sněmu. Další švagr Franz Kuhn von Kuhnenfeld (1863–1934) byl c. k. polním podmaršálem a synem bývalého ministra války Franze Kuhna.

## Tituly a ocenění
Od narození užíval šlechtický titul rytíře, který rodině náležel od 17. století. V roce 1909 získal nárok na spojení svého jména s příjmením manželky a zároveň byl povýšen na svobodného pána (Freiherr von Fries-Skene). Jako zemský prezident v Korutansku obdržel v roce 1912 titul c. k. tajného rady s nárokem na oslovení Excelence. Během první světové války byl mimo aktivní službu v armádě povýšen do hodnosti majora v záloze. Vzhledem ke svému dlouholetému působení ve vysokých státních funkcích získal řadu vyznamenání v Rakousku-Uhersku a v zahraničí. Obdržel čestné občanství v Klagenfurtu a několika dalších městech v Korutansku a Přímoří.

### Rakousko-Uhersko
- velkokříž Řádu Františka Josefa s válečnou dekorací (1916)
- Vyznamenání za zásluhy o Červený kříž s válečnou dekorací (1915)
- Řád železné koruny II. třídy (1911)
- rytířský kříž Leopoldova řádu (1906)
- rytířský kříž Řádu Františka Josefa (1898)
- Jubilejní pamětní medaile (1898)

### Zahraničí
- velkokříž Řádu Albrechtova (Sasko)
- komandér Řádu svatého Řehoře Velikého (Papežský stát)
- Železný kříž II. třídy (Německo)
- velkokříž Královského řádu za občanské zásluhy (Bulharsko)
- rytíř Řádu Isabely Katolické (Španělsko)
- velkodůstojník Řádu rumunské koruny (Rumunsko)
- Řád sv. Stanislava II. třídy (Rusko)
- komandér Leopoldova řádu (Belgie)
- Řád červené orlice II. třídy (Německo)
- Řád lva a slunce II. třídy (Persie)